# John Pond
John Pond (1767 - 7 september 1836) was een Engelse astronoom en van 1811 tot 1835 de zesde Astronomer Royal.

## Biografie
Pond werd in Londen geboren en ofschoon zijn geboortejaar bekend is, zijn de stukken, waaruit dag en maand blijken, verloren gegaan. Ponds vader maakte fortuin als handelaar in Londen, waardoor de jonge John in 1784, op zestienjarige leeftijd, aan Trinity College aan de Universiteit van Cambridge kon gaan studeren. Hij studeerde echter niet af, omdat zijn studie werd onderbroken door zware aanvallen van een longaandoening, die langdurig verblijf in het buitenland nodig maakten. Hij werd toegelaten tot de Inner Temple (een beroepsorganisatie van advocaten in Londen), maar trok zich terug vanwege zijn zwakke gezondheid.

## Werk
In 1800 vestigde Pond zich in Westbury on Trym bij Bristol en begon sterposities te meten met een uitstekende cirkel van 2½ voet, gemaakt door Edward Troughton. In 1806 demonstreerde hij een vormverandering voor het muurkwadrant van het Koninklijk Observatorium van Greenwich. Deze leidde tot het invoeren van astronomische cirkels in het observatorium en zijn benoeming als zijn hoofd. Hij werd op 26 februari 1807 benoemd als lid van de Royal Society. In hetzelfde jaar trouwde hij en ging in Londen wonen.
In 1811 volgde Pond Nevil Maskelyne op als Astronomer Royal. Gedurend een bestuur van bijna 25 jaar bracht hij een hervorming van de praktische astronomie tot stand, die te vergelijken is met die van Friedrich Bessel in Duitsland. In 1821 begon hij het gebruik van waarneming door reflectie en in 1825 bedacht hij een manier om twee muurcirkels te combineren voor het bepalen van de positie van een enkel object, een voor direct zicht en de ander voor weerspiegeld zicht. Onder zijn bewind werden de instrumenten van Greenwich geheel vervangen en het aantal assistenten verhoogd van één tot zes. De superieure nauwkeurigheid van zijn positiebepalingen werd bevestigd door Seth Carlo Chandlers verhandeling erover uit 1894 in zijn onderzoek naar de variatie van de lengte. Tussen 1810 en 1824 verzette Pond zich voortdurend tegen het bestaan van de denkbeeldige sterrenparallax van John Brinkley, de Royal Astronomer van Ierland. Zijn breekbare gezondheid dwong hem in de herfst van 1835 tot pensioen.
Onder zijn eerbewijzen bevinden zich de Jérôme Lalandeprijs, in 1817 aan hem uitgereikt door de Franse Académie des Sciences, waarvan hij corresponderend lid was, en de Copley Medal van 1823. Hij gaf acht folio's waarnemingen vanuit Greenwich uit, vertaalde Pierre-Simon Laplaces Système du monde in het Engels en droeg 31 papers bij aan wetenschappelijke bundels. Zijn catalogus van 1112 sterposities had grote waarde en toonde een nooit eerder bereikte nauwkeurigheid.
Als Astronomer Royal was Pond verantwoordelijk voor een aanzienlijke vernieuwing van het observatorium van Greenwich, van verbetering aan de apparatuur tot nieuwe werkpraktijken. Wellicht de opvallendste toevoeging was in 1833 de installatie van de tijdbal op het dak van het observatorium. Dit openbare tijdsignaal wordt dagelijks om 1:00 uur in de middag gegeven en is bedoeld om zeevaarders op de Theems hun chronometers op tijd te laten zetten.
John Pond stierf in Blackheath (London) in het jaar van zijn 69e verjaardag en ligt begraven naast twee andere Astronomer Royals, Edmond Halley en Nathaniel Bliss, op het kerkhof van Sint Margarets kerk in Lee in Londen.
- Gemeinsame Normdatei: 116265671
- International Standard Name Identifier: 0000 0000 7373 3919
- Library of Congress Control Number: nr2003019439
- Nederlandse Thesaurus van Auteursnamen: 336370512
- SNAC: w6km18j5
- Système universitaire de documentation: 085102016
- Virtual International Authority File: 27817400
- WorldCat: E39PBJf8vjVKBwJBVx9qkMBQMP